# 20624 Dariozanetti
20624 Dariozanetti este un asteroid din centura principală de asteroizi.

## Descriere
20624 Dariozanetti este un asteroid din centura principală de asteroizi. A fost descoperit pe 9 octombrie 1999 la Gnosca de Stefano Sposetti. Asteroidul prezintă o orbită caracterizată de o semiaxă mare de 2,57 ua, o excentricitate de 0,10 și o înclinație de 14,2° în raport cu ecliptica.